# Hjalmar Sundin
Carl Hjalmar Theodor Sundin, född 28 december 1861 i Valdemarsvik, död 16 januari 1919 på Strömsnäsbruk, var en svensk företagare.
Hjalmar Sundin var son till gruvinspektören Abraham Theodor Sundin. Han genomgick läroverket i Mariestad och Schartaus handelsinstitut, idkade språkstudier i London och reste 1882 till USA, där han till 1893 var anställd inom bomullsindustrin. Kort efter hemkomsten till Sverige erhöll Sundin anställning inom pappersindustrin. Han engagerades av pappersbruket Katrinefors i Mariestad, och var 1896–1901 föreståndare för bolagets filial i Göteborg. 1901 övergick Sundin till Strömsnäsbruks AB, Kronobergs län, där han till 1904 fungerade som disponent. Sundin invaldes 1902 i bolagets styrelse, och var från 1904 bolagets VD. Under Sundins ledning undergick brukets anläggningar en ständig modernisering, och företaget utvecklades till ett av de främsta pappersbruken i Sverige. Sundin blev 1909 styrelseledamot i Svenska pappersbruksföreningen, var 1913–1918 dess ordförande, och representerade föreningen även i Sveriges allmänna exportförening. Han var styrelseledamot i Sveriges industriförbund från 1915.